# Selvita S.A.
Selvita S.A. (ehemals Selvita Cro S.A.) ist ein polnisches Dienstleistungsunternehmen mit Sitz in Krakau, das in der pharmazeutischen und biotechnologischen Industrie tätig ist. 

## Produkte
Es bietet multidisziplinäre Lösungen im Bereich der Arzneimittelforschung, von regulatorischen Studien sowie Forschung, Entwicklung, Arzneimittelprüfung und bioanalytische Analysen an. Bis 2019 hat Selvita neue Medikamente hauptsächlich für die Onkologie und Erkrankungen des zentralen Nervensystems entwickelt. Ab diesem Zeitpunkt hat Selvita diesen Bereich im Rahmen eines Spin-offs ausgelagert. Das neue Unternehmen firmiert unter Ryvu Therapeutics. 
Selvita arbeitet mit Forschungsinstituten und Universitäten in Europa und den Vereinigten Staaten zusammen. Das Unternehmen unterhält laut eigenen Angaben Vertriebsbüros in den größten Biotechnologiezentren der Welt (Regionen Boston und San Francisco  in den USA) und in Cambridge (Vereinigtes Königreich).
Selvita ist im polnischen Mittelwerteindex mWIG40 notiert.

## Aktionärsstruktur
| Aktionär                                               | Anteil am Grundkapital |
| ------------------------------------------------------ | ---------------------- |
| Pawel Przewięźlikowski                                 | 16,3 %                 |
| TFI Allianz Polska                                     | 011,41 %               |
| Nationale-Nederlanden OFE                              | 010,36 %               |
| Bogusław Sieczkowski                                   | 05,13 %                |
| Tadeusz Wesołowski (mit Augebit FIZ)                   | 05,01 %                |
| Weitere Mitglieder des Vorstands und des Aufsichtsrats | 01,16 %                |
| Streubesitz                                            | 50,32 %                |